# GewandhausChor
Der GewandhausChor ist ein semiprofessioneller gemischtstimmiger Chor, der als philharmonischer Chor des Gewandhausorchesters vom Leipziger Gewandhaus unterhalten wird und zu den führenden Chören seiner Art gehört. Er wirkt bei vokalsinfonischen Konzerten des Gewandhausorchesters mit, tritt mit eigenen A-cappella-Programmen auf und konzertiert mit anderen renommierten Ensembles. Der Gewandhauschor ist Mitglied im Verband Deutscher Konzertchöre.

## Konzerttätigkeit
In jeder Spielzeit absolviert der Chor etwa 15 bis 20 verschiedene Konzerte, größtenteils im Gewandhaus, aber auch an anderen Veranstaltungsorten wie dem Völkerschlachtdenkmal oder dem Bildermuseum sowie außerhalb Leipzigs. Die dramaturgische Gestaltung der Chorkonzerte ist dabei zumeist in einen größeren thematischen oder zeitgeschichtlichen Zusammenhang eingebettet.
 
Das Repertoire des Chores ist sehr vielseitig und erfordert eine hohe stimmliche Flexibilität. Es umfasst anspruchsvolle A-cappella-Musik von der Renaissance bis zur Gegenwart, chorsinfonische Werke, aber auch Gospel, Soul, Pop und Jazz. Regelmäßig arbeitet der Chor mit renommierten Klangkörpern wie dem MDR-Rundfunkchor, dem Dresdner Kammerchor, dem GewandhausKinderchor, dem Mendelssohnorchester Leipzig, dem Neuen Bachischen Collegium Musicum und anderen zusammen. Genreübergreifend gestaltete der Chor Konzerte mit namhaften Musikern wie Etta Cameron, Nils Landgren, den deep strings oder dem Ensemble webe3. In jeder Spielzeit gestaltet der Chor den Gewandhaustag, das gemeinsame Weihnachtskonzert der Gewandhauschöre und die Großen Concerte zum Jahreswechsel mit der 9. Sinfonie von Ludwig van Beethoven sowie die Großen Concerte mit. Der GewandhausChor ist neben verschiedenen CD-, DVD- und Fernsehproduktionen immer wieder medial präsent, so fand beispielsweise das Projekt Schlachtfeld der Seele mit Bundeswehrsoldaten deutschlandweite Beachtung.
In der Jubiläumssaison 2017/18 präsentieren Gregor Meyer und Martin Kohlstedt das erste Konzert der neuen Reihe Two Play to Play. Weitere Höhepunkte sind die Uraufführung eines Werkes von Ēriks Ešenvalds sowie Igor Strawinskys Psalmensymphonie unter der Leitung von Andris Nelsons.

## Geschichte
Der Chor wurde auf Initiative von Gewandhauskapellmeister Carl Reinecke 1861 gegründet. Damit verfügte das Gewandhaus zum ersten Mal über einen eigenen Chor aus Dilettanten zum professionellen Gewandhausorchester, nachdem zuvor die Leipziger Singakademie, der Pauliner Sängerverein oder der Thomanerchor für Werke mit Chor eingesetzt worden waren. 1869 uraufführte der Chor Ein deutsches Requiem von Johannes Brahms. Unter Karl Straube wurde der Chor 1920 mit dem Leipziger Bach-Verein zur Chor-Vereinigung des Gewandhauses (einige Jahre später wurde der Chor in Gewandhauschor zurückbenannt) fusioniert, was mit einer erheblichen Qualitätssteigerung verbunden war. Der Chor konzertierte unter Dirigenten wie Arthur Nikisch, Franz Konwitschny, Günther Ramin oder Erhard Mauersberger als in der Tradition der Romantik stehender Massen-Laienchor mit zeitweise 250 Mitgliedern. 1980 übernahm der spätere Thomaskantor Georg Christoph Biller die Leitung. In der Folgezeit kam es zu Umstrukturierungen zur Verbesserung der Qualität; es entstand der Konzertchor mit ca. 100 Sängern, der um 50 Sänger zum „Großen Chor“ erweitert werden konnte, sowie der kleinere Kammerchor und der Jugendchor, der als Nachwuchsensemble des Konzertchores dienen sollte. Diese Aufteilung konnte aber nur zeitweilig beibehalten werden. Nachdem Biller 1991 sein Amt niedergelegt hatte, sang der Chor zunächst unter Gewandhausorganist Michael Schönheit, 1992 wurde der Leiter des GewandhausKinderchores Ekkehard Schreiber als Chordirektor auch Leiter des GewandhausChores. Schreiber musste jedoch aus gesundheitlichen Gründen 1997 die Chorleitung niederlegen. Nach einer Interimszeit, in der unter anderem Christian Fischer von der Leipziger Musikhochschule und Gunter Berger, damaliger Leiter des MDR-Kinderchores, die Leitung übernahmen, wurde 1999 Morten Schuldt-Jensen zum Chordirektor des Gewandhauses ernannt. Damit kam es zu einer bedeutenden Umstrukturierung und Neuorientierung des Chores. Nach einem allgemeinen Vorsingen genügten nur knapp ein Zehntel der über 100 Mitglieder den Ansprüchen. Aus diesem Grundstock wurde der Chor neu aufgebaut. Schuldt-Jensen gründete zusätzlich den GewandhausKammerchor aus professionellen Sängern, aus dem später das Immortal-Bach-Ensemble hervorging. 
Der GewandhausChor erreichte nun ein professionelles Niveau, das Gregor Meyer, der den Chor seit 2007 leitet, fortsetzt. Heute besteht der Chor aus ca. 65 Laiensängern mit chormusikalischer Vorbildung, z. B. Ehemalige aus Thomanerchor und GewandhausKinderchor, Musikstudenten und Berufsmusikern.

## Proben
Der GewandhausChor probt zweimal wöchentlich je 2,5 Stunden im Gewandhaus sowie zusätzlich intensiviert vor Konzerten. Jedes Mitglied ist verpflichtet, Gesangsunterricht zu nehmen. Die Proben stehen unter Leitung von Gregor Meyer. Es existiert eine Kooperation mit der Hochschule für Musik und Theater „Felix Mendelssohn Bartholdy“ Leipzig, in deren Rahmen Studenten der Chorleitung und Kirchenmusik ihre Prüfung mit dem Chor ablegen. 
Die Aufnahme in den Chor erfordert eine Aufnahmeprüfung.

## Gastspiele
Der GewandhausChor gastiert im In- und Ausland sowie bei Festivals wie dem Bachfest Leipzig, dem Wave-Gotik-Treffen, dem Kunstfest Weimar oder den Stelzenfestspielen bei Reuth. 2012 sang das Ensemble auf Einladung des Goethe-Instituts als erster deutscher Chor in Kalkutta und in Bangalore im Rahmen des 60. Jubiläums diplomatischer Beziehungen zwischen Deutschland und Indien und des 150. Geburtstages von Rabindranath Tagore. Im April 2012 führte der Chor zusammen mit dem Gewandhausorchester und dem MDR-Rundfunkchor Mendelssohns Sinfoniekantate 'Lobgesang' zum 85. Geburtstag Papst Benedikts XVI. im Vatikan auf. Mit dem Gewandhausorchester gastierte der GewandhausChor 2015 beim Lucerne Festival und den Proms in London. 
Im Oktober 2016 folgte der Chor einer Einladung des Goethe-Instituts in Vietnam und gab mehrere Konzerte in Hanoi und Ho-Chi-Minh-City. 

## Diskographie (Auswahl)
| Titel/Werk                                                                                             | Medium          | Erscheinungsjahr | Label           | Komponist                                       | Musikalische Leitung                |
| --- | --------------- | ---------------- | --------------- | ----------------------------------------------- | ----------------------------------- |
| Festkonzert zur Eröffnung des Neuen Gewandhauses zu Leipzig: Sinfonie Nr. 9 d-Moll                     | CD/Schallplatte | 1981             | Eterna          | Ludwig van Beethoven                            | Kurt Masur                          |
| Matthäuspassion                                                                                        | CD              | 1996             | Bella Musica    | Johann Sebastian Bach                           | Günter Neuhold                      |
| Großes Concert zur Einführung von Riccardo Chailly in das Amt des Gewandhauskapellmeisters / Lobgesang | CD/DVD          | 2005             | Decca           | Felix Mendelssohn Bartholdy                     | Riccardo Chailly                    |
| Elias                                                                                                  | CD              | 2005             | Decca           | Felix Mendelssohn Bartholdy                     | Riccardo Chailly                    |
| S. Karg-Elert – Das geistliche Chorwerk (Weltersteinspielung)                                          | CD              | 2008             | GENUIN          | Sigfrid Karg-Elert                              | Gregor Meyer                        |
| FELIX – Jugendwerke = Early Works                                                                      | CD              | 2008             | GENUIN          | Felix Mendelssohn Bartholdy                     | Gregor Meyer                        |
| Rossini: Petite Messe Solennelle                                                                       | DVD             | 2010             | Euro Arts       | Gioachino Rossini                               | Riccardo Chailly                    |
| Beethoven – The Symphonies / Sinfonie Nr. 9 d-Moll                                                     | CD              | 2011             | Decca           | Ludwig van Beethoven                            | Riccardo Chailly                    |
| 150 Jahre GewandhausChor Leipzig: Franz Liszt: Works for Choir and Organ (zum Lisztjahr 2011)          | CD              | 2011             | Querstand       | Franz Liszt                                     | Gregor Meyer                        |
| Mahler 2 – International Mahler Festival Leipzig 2011                                                  | DVD             | 2011             | Accentus Music  | Gustav Mahler                                   | Riccardo Chailly                    |
| Mahler 8 – International Mahler Festival Leipzig 2011                                                  | DVD             | 2011             | Accentus Music  | Gustav Mahler                                   | Riccardo Chailly                    |
| Die Zerstörung Jerusalems – Ferdinand Hiller zum 200. Geburtstag (Weltersteinspielung)                 | CD              | 2012             | CPO             | Ferdinand Hiller                                | Gregor Meyer                        |
| Volkslieder von Friedrich Silcher im neuen Gewand, mit L’art de passage                                | CD              | 2012             | Buschfunk       | Diverse                                         | Gregor Meyer                        |
| Jubilee Edition 2011: 150 Jahre GewandhausChor. Franz Liszt: Works for Choir and Organ                 | CD              | 2011             | Querstand       | Franz Liszt                                     | Gregor Meyer                        |
| Max Reger: Sämtliche Choralkantaten                                                                    | CD              | 2016             | CPO             | Max Reger                                       | Gregor Meyer / Frank-Steffen Elster |
| Niels Wilhelm Gade: Sinfonie Nr. 3 a-moll; Felix Mendelssohn Bartholdy: Reformationssinfonie           | CD              | 2017             | Querstand       | Niels Wilhelm Gade, Felix Mendelssohn Bartholdy | Gregor Meyer                        |
| Friedrich Schneider: Das Weltgericht                                                                   | CD              | 2019             | CPO             | Friedrich Schneider                             | Gregor Meyer                        |
| STRÖME                                                                                                 | CD              | 2019             | Warner Classics | Martin Kohlstedt / Gregor Meyer                 | Gregor Meyer                        |
| Auferstehung – Gustav Mahlers 2. Sinfonie in einer kammermusikalischen Fassung                         | CD              | 2023             | GENUIN          | Gustav Mahler                                   | Gregor Meyer                        |
| Winterreise – bearbeitet von Gregor Meyer für Bariton, 2 Akkordeons und Chor                           | CD              | 2023             | GENUIN          | Franz Schubert                                  | Gregor Meyer                        |

## Auszeichnung
- 1974: Kunstpreis der Stadt Leipzig

## Varia
- Die ersten Konzerte zur Wiedereröffnung der Philippuskirche Leipzig Anfang Mai 2019 mit ausverkaufter Kirche präsentierten Martin Kohlstedt mit dem Gewandhauschor sowie der Liedermacher Gerhard Schöne mit dem GewandhausKinderchor.